# Chirpan Peak
Der Chirpan Peak (englisch; bulgarisch връх Чирпан wrach Tschirpan) ist ein 535 m hoher Berg auf der Livingston-Insel im Archipel der Südlichen Shetlandinseln. Er ragt 1,4 km westlich des Gipfels des Mount Bowles, 1,1 km südsüdwestlich des Hemus Peak und 2,9 km ostnordöstlich des Rezen Knoll am westlichen Ende des Bowles Ridge auf.
Bulgarische Wissenschaftler kartierten ihn im Zuge der Vermessungen der Tangra Mountains zwischen 2004 und 2005. Die bulgarische Kommission für Antarktische Geographische Namen benannte ihn 2005 nach der Stadt Tschirpan im Süden Bulgariens.